# Томас II ван Дист
Томас II ван Дист (на немски: Thomas II van Diest; † 7 юни 1432) е господар на Дист и Зихем в белгийската провинция Фламандски Брабант, капитан на Брабант.

## Произход и наследство
Той е син на граф Хайнрих V фон Дист (1345 – 1385), бургграф на Антверпен, и съпругата му Елизабет фон Хорн († 1416), дъщеря на Вилхелм IV фон Хорн († 1343) и Елизабет фон Клеве († 1347). Внук е на Томас I фон Дист († 1349), господар на Дист и Зеелем, и съпругата му Мария фон Гхистелес († 1381). Брат е на Йохан фон Дист († сл. 1405), господар на Ханефе.
Цялото му наследство отива на правнучката му Йохана ван Хайнсберг, графиня ван Лоон (* 29 юни 1443; † 3 септември 1469, Майнц), омъжена на 30 ноември 1456 г. за граф Йохан II фон Насау-Саарбрюкен (1423 – 1472).

## Фамилия
Първи брак: с Мария ван Веземеле. Бракът е бездетен.
Втори брак: сл. 1391 г. с Катарина фон дем Вайер († 1399), дъщеря на Арнолд фон дем Вайер. Те имат един син:
- Йохан фон Дист (* януари 1399; † 1424), женен на 18 юли 1421 г. в Тинен, Брабант, Фландрия, за Йохана ван Хорн († 24 септември 1460), дъщеря на Хайнрих фон Хорн, губернатор на Брабант († 1408) и Маргерите де Рошфор († 1444); имат дъщеря:
  - Йохана ван Дист (* 1423; † 10 април 1472), наследничка на Дист, Зихем, Мерхут, Вайер, бургграфиня на Антверпен, омъжена 1436 г. за граф Йохан IV фон Лоон-Хайнсберг и Зихем († 27 януари 1448); имат дъщеря:
    - Йохана ван Хайнсберг, графиня ван Лоон (* 29 юни 1443; † 3 септември 1469, Майнц), наследничка, омъжена на 30 ноември 1456 г. за граф Йохан II фон Насау-Саарбрюкен (1423 – 1472)